# Tenshi no Shippo
Tenshi no Shippo (おとぎストーリー 天使のしっぽ Otogi Story Tenshi no Shippo) đề tài của Maki Hiroaki ban đầu công bố trực tuyến trên trang big-friends.com. sau đó tạp chí Megami đã đăng đề tài này trên các ấn bản của mình từ số 7 cho đến số 13 và liên tục thông tin về các chuyển thể của đề tài này cho đến số 45. Cốt truyện xoay quanh Mutsumi một người rất yêu thương thú vật, anh đã giúp đỡ rất nhiều sinh vật sau đó những sinh vật này đã hóa thành người và trở lại giúp đỡ cho Mutsumi.
Nội dung chủ đề đã được chuyển thể thành nhiều phương tiện truyền thông khác nhau như manga, trò chơi điện tử... Wonderfarm và Tōkyō Kids đã thực hiện bộ anime và đã phát sóng tại Nhật Bản từ ngày 04 tháng 10 đến ngày 20 tháng 12 năm 2001. Animax cũng đã chiếu phiên bản tiếng Anh cùng nhiều thứ tiếng khác của bộ anime này trên hệ thống của mình tại Đông Nam Á và Nam Á. Một bộ anime thứ hai có tên Tenshi no Shippo Chu! (天使のしっぽＣｈｕ！) đã được thực hiện phát sóng trên kênh Kids Station từ ngày 06 tháng 3 đến ngày 03 tháng 4 năm 2003. Một chủ đề ngoại truyện có tên Saint Beast cũng đã được thực hiện.

## Truyền thông

### Tạp chí
Ban đầu đây là một đề tài của Maki Hiroaki (chứ không phải nguyên gốc anime), ông thường công bố các hình vẽ trên trang mạng của mình trong big-friends.com nhưng tạp chí Megami đã quyết định tham gia đăng bài, tạp chí này khi đó đang muốn tìm một đề tài nào đó để tập trung vào cũng như thu hút thêm người đọc. Tác phẩm bắt đầu đăng từ số thứ 7 xuất bản vào tháng 8 năm 2000. Đề tài khi đó có tên Otogi Story P.E.T.S.3 do chỉ có ba nhân vật, tên của đề tài cũng được thay đổi sau mỗi lần đăng cũng như có thêm các nhân vật mới và khi kết thúc vào số thứ 13 thì đã có 12 nhân vật.
Đây được xem là một trong các đề tài mạnh để tạp chí Megami có thể cạnh tranh với các tạp chí nổi tiếng khác khi đó như Dengeki G's Magazine cùng đề tài Sister Princess của họ. Việc công bố phiên bản anime đã được tạp chí Megami công bố vào tháng 7 năm 2001 khi đó thì tên của đề tài đã được chuyển tự thành kanji. Mặc dù không bố trước nhưng đề tài Sister Princess mất 2 năm để lên kế hoạch chuyển thể thành anime, thì đề tài này đã chạy đua để chỉ mất 14 tháng cho việc lện kế hoạch và thiết kế lại nhân vật cho thích hợp với chuyển thể anime chứng tỏ ý định thực hiện anime đã được hình thành ngay từ đầu khi đề tài được chọn. Đề tài này đã hoàn tất công việc của mình trên tạp chí Megami trong số 38 nhưng sau đó vẫn xuất hiện trên các số từ 40 đến 45 trước khi hoàn toàn kết thúc.

### Radio
Một chương trình radio có tựa Tenshi no Shippo Home Party (天使のしっぽ ホームパーティ) đã phát sóng từ tháng 3 cho đến tháng 10 năm 2001 trên kênh Radio Osaka Hoka de của đài Nippon Cultural Broadcasting để hỗ trợ cho bộ anime. Mutsumi Gorō và Akane là người dẫn chương trình chính với sự giúp đỡ của a nhân vật Momo, Nana và Lulu. Chương trình được mở ra để tiếp thu và trả lời trực tiếp các câu hỏi của những người hâm mộ. Các chương trình sau đó đã được tập hợp lại và phát hành thành 3 đĩa.

### Anime
Hãng Wonderfarm và Tōkyō Kids đã thực hiện bộ anime và phát sóng tại Nhật Bản từ ngày 04 tháng 10 đến ngày 20 tháng 12 năm 2001 trên kênh WOWOW với 12 tập, bộ anime này sau đó đã được phát lại trên kênh Kids Station nhưng phiên bản phát trên kênh này là phiên bản DVD. Kênh Animax Asia cũng đã chiếu phiên bản tiếng Anh tại Đông Nam Á và Nam Á cùng nhiều thứ tiếng trên các hệ thống khác của bộ anime này. Phiên bản DVD của bộ anime có thêm các cảnh mới cùng một tập mới. Bandai Entertainment đã đăng ký bản quyền phiên bản tiếng Anh để tiến hành phân phối tại thị trường Bắc Mỹ còn Proware Multimedia International đăng ký tại Đài Loan.
Wonderfarm cũng đã thực hiện và phát hành một bộ anime thứ hai có tên Tenshi no Shippo Chu! (天使のしっぽＣｈｕ！) và phát sóng trên kênh Kids Station từ ngày 06 tháng 3 đến ngày 03 tháng 4 năm 2003 với 11 tập. Độ dài của các tập trong bộ này ngắn hơn bộ đầu với trung bình 12 phút mỗi tập.

### Drama CD
Geneon Universal đã phát hành một bộ ba đĩa drama CD từ ngày 29 tháng 12 năm 2001 đến ngày 30 tháng 3 năm 2002.

### Manga
Gakken đã phát hành một tuyển tập có tên Otogi Story P.E.T.S. Comic tập hợp các mẫu truyện của 13 tác giả khác nhau vào ngày 04 tháng 10 năm 2001.
Gakken cũng đã phát hành chuyển thể 3 tập manga cùng tên của đề tài từ ngày 22 tháng 2 năm 2002 đến ngày 26 tháng 6 năm 2003 với nhãn Nora Comics Otogi.

### Trò chơi điện tử
Bandai đã thực hiện một chuyển thể trò chơi điện tử cùng tên với chủ đề là Otogi Story Tenshi no Shippo (おとぎストーリー 天使のしっぽ) nhưng lại có thiết kế nhân vật giống như Tenshi no Shippo Chu! (天使のしっぽＣｈｕ！) thuộc thể loại mô phỏng dành cho hệ PlayStation và phát hành vào ngày 27 tháng 2 năm 2003. Trò chơi xoay quanh việc đào tạo 12 nữ thiên sứ trong khoảng thời gian một năm.

### Âm nhạc
Bộ anime có hai bài hát chủ đề, một mở đầu và một kết thúc. Bài hát chủ mở đầu có tên Tenshi no Shippo (天使のしっぼ) do P.E.T.S. trình bày và bài hát kết thúc có tên One Drop do Nogawa Sakura trình bày, đĩa đơn chứa hai bài hát đã phát hành vào ngày 30 tháng 10 năm 2001. Hai album chứa các bản nhạc dùng trong bộ anime cũng như chứa các bài hát do các nhân vật trình bày đã phát hành vào ngày 29 tháng 12 năm 2001 và ngày 26 tháng 1 năm 2002.
Một album chứa các bài hát do các nhân vật trình bày đã phát hành vào ngày 29 tháng 9 năm 2001. Một bộ 4 đĩa chứa các bài hát do các nhân vật trình bày cùng các đoạn drama đã phát hành từ ngày 30 tháng 10 năm 2001 đến ngày 26 tháng 1 năm 2002. Một album chứa các bài hát do các nhân vật trình bày khác đã phát hành vào ngày 24 tháng 4 năm 2002.
| Tenshi no Shippo / One Drop (天使のしっぽ / One Drop) | Tenshi no Shippo / One Drop (天使のしっぽ / One Drop)  | Tenshi no Shippo / One Drop (天使のしっぽ / One Drop) |
| STT                                                   | Nhan đề                                                | Thời lượng                                            |
| ----------------------------------------------------- | ------------------------------------------------------ | ----------------------------------------------------- |
| 1.                                                    | "Tenshi no Shippo (天使のしっぼ)"                      | 3:31                                                  |
| 2.                                                    | "One Drop"                                             | 4:06                                                  |
| 3.                                                    | "Tenshi no Shippo (Karaoke) (天使のしっぽ (カラオケ))" | 3:30                                                  |
| 4.                                                    | "One Drop (Karaoke) (One Drop (カラオケ))"             | 4:04                                                  |
| Tổng thời lượng:                                      | Tổng thời lượng:                                       | 15:11                                                 |

| Character song & Soundtrack Tenshi no Utagoe vol.1 (キャラクターソング＆サウンドトラック 天使のうたごえvol.1) | Character song & Soundtrack Tenshi no Utagoe vol.1 (キャラクターソング＆サウンドトラック 天使のうたごえvol.1) | Character song & Soundtrack Tenshi no Utagoe vol.1 (キャラクターソング＆サウンドトラック 天使のうたごえvol.1) |
| STT | Nhan đề | Thời lượng |
| --- | --- | --- |
| 1. | "Tenshi no Shippo (TV size Chuugakusei ver.) (天使のしっぽ (TV size 中学生ver.))"                             | 1:23 |
| 2. | "Siesta ~Madoromi no Gogo~ (Siesta ～まどろみの午後～)"                                                       | 3:04 |
| 3. | "Omamori Shimasu!? (お守りします!?)"                                                                          | 2:35 |
| 4. | "No~nbiri, na aru hi (の～んびり、なある日)"                                                                  | 2:28 |
| 5. | "Tears ~Otona e no Step~ (Tears ～大人へのステップ～)"                                                        | 2:33 |
| 6. | "Goshujin-sama~! (ご主人様～!)"                                                                               | 1:50 |
| 7. | "Subeshi Mono (統べし者)"                                                                                     | 2:35 |
| 8. | "Candy ~Shiawase no Yume Makura~ (Candy ～しあわせの夢まくら～)"                                              | 1:51 |
| 9. | "Nazo no Uranaishi (謎の占い師)"                                                                              | 2:43 |
| 10. | "Omoide no Hibi (想い出の日々)"                                                                               | 1:42 |
| 11. | "Adolescence ~Senobi na Koneko~ (Adolescence ～背伸びな子ネコ～)"                                             | 2:40 |
| 12. | "Shinobiyoru Kage (忍びよる影)"                                                                               | 2:59 |
| 13. | "Kanata Yori no Shisha (彼方よりの使者)"                                                                      | 3:23 |
| 14. | "Love ~Amai Nukumori~ (Love ～あまいぬくもり～)"                                                              | 2:04 |
| 15. | "Kinchou-dao (きんちょーだお)"                                                                                | 2:36 |
| 16. | "Inori (祈り)"                                                                                                | 2:38 |
| 17. | "With ~Nana no Sanpomichi~ (With ～ナナの散歩道～)"                                                           | 2:01 |
| 18. | "Taihe~n!? (たいへ～ん!?)"                                                                                    | 0:22 |
| 19. | "Ai no Hoshi (愛の星)"                                                                                        | 2:28 |
| 20. | "Denwa Dayo~ (電話だよ～)"                                                                                    | 1:20 |
| 21. | "Shugo-tenshi Toujou! (守護天使登場!)"                                                                        | 1:10 |
| 22. | "Yasashisa ni... (優しさに…)"                                                                                 | 2:40 |
| 23. | "Taisetsu na Jikan (大切な時間)"                                                                              | 2:06 |
| 24. | "Issho ni Itai no (いっしょにいたいの)"                                                                       | 1:47 |
| 25. | "Tsuioku no Melody (追憶のメロディー)"                                                                        | 2:22 |
| 26. | "Kokoro no Naka (こころの中)"                                                                                 | 1:05 |
| 27. | "Kizuna (絆)"                                                                                                 | 2:29 |
| 28. | "Tenshi-tachi no Kanashimi (天使たちの哀しみ)"                                                                | 2:14 |
| 29. | "Daijoubu Desu wa (大丈夫ですわ)"                                                                             | 1:05 |
| 30. | "Mattane~! (まったね～!)"                                                                                     | 0:20 |
| 31. | "One Drop (TV size)"                                                                                          | 1:08 |
| Tổng thời lượng:                                                                                              | Tổng thời lượng:                                                                                              | 1:03:41 |

| Character Song & Soundtrack Tenshi no Utagoe vol.2 (キャラクターソング＆サウンドトラック 天使のうたごえvol.2) | Character Song & Soundtrack Tenshi no Utagoe vol.2 (キャラクターソング＆サウンドトラック 天使のうたごえvol.2) | Character Song & Soundtrack Tenshi no Utagoe vol.2 (キャラクターソング＆サウンドトラック 天使のうたごえvol.2) |
| STT | Nhan đề | Thời lượng |
| --- | --- | --- |
| 1. | "Tenshi no Shippo (TV size-Shougakusei ver.) (天使のしっぽ (TV size-小学生ver.))"                             | 1:23 |
| 2. | "Destiny ~Kodoku na Tenshi~ (Destiny ～孤独な天使～)"                                                         | 2:40 |
| 3. | "Raishuu (来襲)"                                                                                              | 2:41 |
| 4. | "Seiryuu (青龍)"                                                                                              | 3:00 |
| 5. | "Breeze ~Mezame no Toki~ (Breeze ～めざめのとき～)"                                                           | 2:12 |
| 6. | "Kuroki Taiyou (黒き太陽)"                                                                                    | 4:29 |
| 7. | "Genbu (玄武)"                                                                                                | 3:29 |
| 8. | "Wing ~Kakegae no nai Kizuna~ (Wing ～かけがえのない絆～)"                                                    | 1:51 |
| 9. | "Shukumei no Tatakai (宿命の闘い)"                                                                            | 2:59 |
| 10. | "Suzaku (朱雀)"                                                                                               | 3:28 |
| 11. | "Dream ~Watashi wa "Redei"~ (Dream ～私は 「れでぃ」～)"                                                      | 2:09 |
| 12. | "Kizu-darake no Tenshi-tachi (傷だらけの天使たち)"                                                            | 2:41 |
| 13. | "Byakko (白虎)"                                                                                               | 3:40 |
| 14. | "Step ~Asu e no Ippo~ (Step ～明日への一歩～)"                                                                | 2:56 |
| 15. | "Kizamareta Fuuin (刻まれた封印)"                                                                             | 3:52 |
| 16. | "Aru hi no Wakare (ある日の別れ)"                                                                             | 2:09 |
| 17. | "Nostalgia ~Ano hi no Omoide~ (Nostalgia ～あの日の想い出～)"                                                 | 2:39 |
| 18. | "Inishie no Kioku (古えの記憶)"                                                                               | 3:50 |
| 19. | "Subete ga Ima... (すべてが今…)"                                                                              | 1:12 |
| 20. | "Tenshi no Shippo (TV size-Koukousei ver.) 天使のしっぽ (TV size-高校生ver.)"                                 | 1:23 |
| 21. | "Yokatta2 (よかった2)"                                                                                        | 1:10 |
| 22. | "Nagaki Toki o (永き時を)"                                                                                    | 2:18 |
| 23. | "Seija (聖者)"                                                                                                | 1:48 |
| 24. | "Meido no Sekai (めいどの世界)"                                                                               | 4:46 |
| 25. | "Melody wa Eien ni... (メロディーは永遠に……)"                                                                 | 4:05 |
| Tổng thời lượng:                                                                                              | Tổng thời lượng:                                                                                              | 1:08:50 |

| Tenshi no Picnic ~ "Tenshi no Shippo" Image song~ (天使のピクニック〜「天使のしっぽ」イメージソング〜) | Tenshi no Picnic ~ "Tenshi no Shippo" Image song~ (天使のピクニック〜「天使のしっぽ」イメージソング〜) | Tenshi no Picnic ~ "Tenshi no Shippo" Image song~ (天使のピクニック〜「天使のしっぽ」イメージソング〜) |
| STT | Nhan đề                                                                                                | Thời lượng                                                                                             |
| --- | --- | --- |
| 1. | "Youkoso Otogi no Sekai e (ようこそおとぎの世界へ)"                                                    | 2:41                                                                                                   |
| 2. | "Tenshi no Picnic (天使のピクニック)"                                                                  | 3:31                                                                                                   |
| 3. | "Kingyo no Ran (キンギョのラン)"                                                                       | 2:20                                                                                                   |
| 4. | "Hebi no Yuki (ヘビのユキ)"                                                                            | 1:41                                                                                                   |
| 5. | "Hamster no Kurumi (ハムスターのクルミ)"                                                               | 1:30                                                                                                   |
| 6. | "Inko no Tsubasa (インコのツバサ)"                                                                     | 1:57                                                                                                   |
| 7. | "Inu no Nana (イヌのナナ)"                                                                             | 1:28                                                                                                   |
| 8. | "Kame no Ayumi (カメのアユミ)"                                                                         | 1:58                                                                                                   |
| 9. | "Usagi no Mika (ウサギのミカ)"                                                                         | 2:06                                                                                                   |
| 10. | "Kaeru no Ruru (カエルのルル)"                                                                         | 1:31                                                                                                   |
| 11. | "Neko no Tamami (ネコのタマミ)"                                                                        | 1:40                                                                                                   |
| 12. | "Tanuki no Midori (タヌキのミドリ)"                                                                    | 1:32                                                                                                   |
| 13. | "Saru no Momo (サルのモモ)"                                                                            | 1:32                                                                                                   |
| 14. | "Kitsune no Akane (キツネのアカネ)"                                                                    | 1:45                                                                                                   |
| 15. | "Tenshi no Picnic (Karaoke) (天使のピクニック (カラオケ))"                                             | 3:30                                                                                                   |
| Tổng thời lượng:                                                                                       | Tổng thời lượng:                                                                                       | 30:42                                                                                                  |

| Radio Taisou ~Kokoro Taisou [Daiichi]~ (ラジオ体操～ココロ体操[第一]～) | Radio Taisou ~Kokoro Taisou [Daiichi]~ (ラジオ体操～ココロ体操[第一]～)                            | Radio Taisou ~Kokoro Taisou [Daiichi]~ (ラジオ体操～ココロ体操[第一]～) |
| STT                                                                     | Nhan đề                                                                                            | Thời lượng                                                              |
| ----------------------------------------------------------------------- | -------------------------------------------------------------------------------------------------- | ----------------------------------------------------------------------- |
| 1.                                                                      | "Radio Taisou ~Kokoro Taisou [Daiichi]~ (ラジオ体操 ～ココロ体操 [第一]～)"                        | 4:56                                                                    |
| 2.                                                                      | "CD Drama・Shougakusei-hen 《Boo! Boo! Boo!》 Zenpen (CDドラマ・小学生編 《BOO! BOO! BOO!》 前編)" | 7:37                                                                    |
| 3.                                                                      | "CD Drama・Shougakusei-hen 《Boo! Boo! Boo!》 Kouhen (CDドラマ・小学生編 《BOO! BOO! BOO!》 後編)" | 7:10                                                                    |
| 4.                                                                      | "Radio Taisou ~Kokoro Taisou [Daiichi]~ (Karaoke) (ラジオ体操 ～ココロ体操 [第一]～ (カラオケ))"   | 4:26                                                                    |
| Tổng thời lượng:                                                        | Tổng thời lượng:                                                                                   | 24:09                                                                   |

| Tenshi no Yume・Kanaete Kudasai (天使の夢・かなえてください) | Tenshi no Yume・Kanaete Kudasai (天使の夢・かなえてください)                                          | Tenshi no Yume・Kanaete Kudasai (天使の夢・かなえてください) |
| STT                                                          | Nhan đề                                                                                               | Thời lượng                                                   |
| ------------------------------------------------------------ | --- | ------------------------------------------------------------ |
| 1.                                                           | "Tenshi no Yume・Kanaete Kudasai (天使の夢・かなえてください)"                                        | 3:53                                                         |
| 2.                                                           | "CD Drama・Chuugakusei-hen 《Mainichi ga Kinenbi》 Zenpen (CDドラマ・中学生編 《毎日が記念日》 前編)" | 6:26                                                         |
| 3.                                                           | "CD Drama・Chuugakusei-hen 《Mainichi ga Kinenbi》 Kouhen (CDドラマ・中学生編 《毎日が記念日》 後編)" | 7:34                                                         |
| 4.                                                           | "Tenshi no Yume・Kanaete Kudasai (Karaoke) (天使の夢・かなえてください (カラオケ))"                   | 3:53                                                         |
| Tổng thời lượng:                                             | Tổng thời lượng:                                                                                      | 21:46                                                        |

| Tenshi to no Deai ~ Soshite Wakare (天使との出会い～そして別れ) | Tenshi to no Deai ~ Soshite Wakare (天使との出会い～そして別れ)                                | Tenshi to no Deai ~ Soshite Wakare (天使との出会い～そして別れ) |
| STT                                                             | Nhan đề                                                                                        | Thời lượng                                                      |
| --------------------------------------------------------------- | ---------------------------------------------------------------------------------------------- | --------------------------------------------------------------- |
| 1.                                                              | "Tenshi to no Deai ~ Soshite Wakare (天使との出会い ～ そして別れ)"                            | 5:00                                                            |
| 2.                                                              | "CD Drama・Koukousei-hen 《Yume de Aetara》 Zenpen (CDドラマ・高校生編 《夢で逢えたら》 前編)" | 7:22                                                            |
| 3.                                                              | "CD Drama・Koukousei-hen 《Yume de Aetara》 Kouhen (CDドラマ・高校生編 《夢で逢えたら》 後編)" | 6:25                                                            |
| 4.                                                              | "Tenshi to no Deai ~ Soshite Wakare (Karaoke) (天使との出会い ～ そして別れ (カラオケ))"       | 4:59                                                            |
| Tổng thời lượng:                                                | Tổng thời lượng:                                                                               | 23:46                                                           |

| Ai to Iu Na no Arashi (愛という名の嵐) | Ai to Iu Na no Arashi (愛という名の嵐)               | Ai to Iu Na no Arashi (愛という名の嵐) |
| STT                                    | Nhan đề                                              | Thời lượng                             |
| -------------------------------------- | ---------------------------------------------------- | -------------------------------------- |
| 1.                                     | "愛という名の嵐"                                     | 3:27                                   |
| 2.                                     | "CDドラマ・四聖獣編 《ケダモノたちのあつい夜》 前編" | 9:46                                   |
| 3.                                     | "CDドラマ・四聖獣編 《ケダモノたちのあつい夜》 後編" | 5:43                                   |
| 4.                                     | "愛という名の嵐 (カラオケ)"                          | 3:28                                   |
| 5.                                     | "青龍のゴウの巻"                                     | 1:45                                   |
| 6.                                     | "玄武のシンの巻"                                     | 1:49                                   |
| 7.                                     | "朱雀のレイの巻"                                     | 1:43                                   |
| 8.                                     | "白虎のガイの巻"                                     | 1:41                                   |
| Tổng thời lượng:                       | Tổng thời lượng:                                     | 29:22                                  |

| Best Vocals plus Tenshi to Itsudemo. (ベストヴォーカルプラス 天使といつまでも。) | Best Vocals plus Tenshi to Itsudemo. (ベストヴォーカルプラス 天使といつまでも。)                        | Best Vocals plus Tenshi to Itsudemo. (ベストヴォーカルプラス 天使といつまでも。) |
| STT                                                                              | Nhan đề                                                                                                 | Thời lượng                                                                       |
| -------------------------------------------------------------------------------- | --- | -------------------------------------------------------------------------------- |
| 1.                                                                               | "Tenshi no Shippo (天使のしっぽ)"                                                                       | 3:30                                                                             |
| 2.                                                                               | "Tenshi no Picnic (天使のピクニック)"                                                                   | 3:31                                                                             |
| 3.                                                                               | "Ai no Hoshi (愛の星)"                                                                                  | 2:27                                                                             |
| 4.                                                                               | "Tenshi no Shippo Radio Taisou ~Kokoro Taisou [Dai 1]~ (天使のしっぽ ラジオ体操 ～ココロ体操 [第一]～)" | 4:24                                                                             |
| 5.                                                                               | "Step ~Ashita e no Ippo~ (Step ～明日への一歩～)"                                                       | 2:57                                                                             |
| 6.                                                                               | "Destiny ~Kodoku na Tenshi~ (Destiny ～孤独な天使～)"                                                   | 2:40                                                                             |
| 7.                                                                               | "Nostalgia ~Ano Hi no Omoide~ (Nostalgia ～あの日の想い出～)"                                           | 2:38                                                                             |
| 8.                                                                               | "Adolescence ~Senobi na Koneko~ (Adolescence ～背伸びな子ネコ～)"                                       | 2:40                                                                             |
| 9.                                                                               | "Dream ~Watashi wa "Redei"~ (Dream ～私は 「れでぃ」～)"                                                | 2:09                                                                             |
| 10.                                                                              | "With ~Nana no Sanpomichi~ (With ～ナナの散歩道～)"                                                     | 2:01                                                                             |
| 11.                                                                              | "Tenshi no Yume・Kanaete Kudasai (天使の夢・かなえてください)"                                          | 3:54                                                                             |
| 12.                                                                              | "Siesta ~Madoromi no Gogo~ (Siesta ～まどろみの午後～)"                                                 | 3:04                                                                             |
| 13.                                                                              | "Tears ~Otona e no Step~ (Tears ～大人へのステップ～)"                                                  | 2:33                                                                             |
| 14.                                                                              | "Candy ~Shiawase no Yume Makura~ (Candy ～しあわせの夢まくら～)"                                        | 1:50                                                                             |
| 15.                                                                              | "Ai to Iu Na no Arashi (愛という名の嵐)"                                                                | 3:27                                                                             |
| 16.                                                                              | "Tenshi to no Deai ~ Soshite Wakare (天使との出会い ～ そして別れ)"                                     | 5:00                                                                             |
| 17.                                                                              | "Breeze ~Mezame no Toki~ (Breeze ～めざめのとき～)"                                                     | 2:12                                                                             |
| 18.                                                                              | "Wing ~Kakegae no Nai Kizuna~ (Wing ～かけがえのない絆～)"                                              | 1:51                                                                             |
| 19.                                                                              | "Love ~Amai Nukumori~ (Love ～あまいぬくもり～)"                                                        | 2:04                                                                             |
| 20.                                                                              | "One Drop"                                                                                              | 4:06                                                                             |
| 21.                                                                              | "Tenshi to Itsumademo (天使といつまでも)"                                                               | 3:42                                                                             |
| Tổng thời lượng:                                                                 | Tổng thời lượng:                                                                                        | 1:02:40                                                                          |

Bộ anime thứ hai có hai bài hát chủ đề, một mở đầu và một kết thúc. Bài hát mở đầu có tên Yasashii Ai no Hane (優しい愛の羽) và bài hát kết thúc có tên Nemu-Nemu Tenshi (ねむねむ天使), cả hai bài đều do Itou Masumi trình bày. Album chứa hai bài hát chủ đề cùng các bài hát do các nhân vật trình bày đã phát hành vào ngày 23 tháng 4 năm 2003.
| Yasashii Ai no Hane (優しい愛の羽) | Yasashii Ai no Hane (優しい愛の羽)                           | Yasashii Ai no Hane (優しい愛の羽) |
| STT                                | Nhan đề                                                      | Thời lượng                         |
| ---------------------------------- | ------------------------------------------------------------ | ---------------------------------- |
| 1.                                 | "Yasashii Ai no Hane (優しい愛の羽)"                         | 4:12                               |
| 2.                                 | "Nemu-Nemu Tenshi (ねむねむ天使)"                            | 3:39                               |
| 3.                                 | "Love Wing"                                                  | 2:11                               |
| 4.                                 | "Sleepy angel"                                               | 1:46                               |
| 5.                                 | "Yasashii Ai no Hane (off vocal) (優しい愛の羽 (off vocal))" | 4:11                               |
| 6.                                 | "Nemu-Nemu Tenshi (off vocal) (ねむねむ天使 (off vocal))"    | 3:36                               |
| Tổng thời lượng:                   | Tổng thời lượng:                                             | 19:35                              |